# Devichil
Devichil (真・女神転生 デビチル?, Shin・Megami Tensei Debichiru) è un anime prodotto nel 2000, composto da 50 episodi ed ispirato ai videogiochi Shin Megami Tensei: Devil Children Black Book/Red Book, pubblicati dalla Atlus. È stato trasmesso per la prima volta in Giappone dal network TV Tokyo a partire da ottobre 2000. In Italia la serie animata è stata trasmessa da Italia Teen Television nel 2005. L'intera serie è suddivisa in 2 stagioni, tra cui la prima è composta da 26 episodi, la seconda da 24.
Dall'anime è stato tratto anche un adattamento manga ideato da Hideaki Fujii e pubblicato dal 2001 al 2002 sulla rivista mensile Comic Bom Bom edita da Kōdansha. In seguito i vari capitoli sono stati raccolti in cinque volumi tankōbon.

## Trama
Oltre al nostro mondo ne esiste un altro parallelo, l'Ade, popolato da diavoli. Un giorno, Lucifero, re dell'Ade, tentò di invadere la Terra, ma il suo piano fallì. Dopo 14 anni ci riprova, ma questa volta ad ostacolarlo ci sono i Devichil: 2 ragazzi, Setsuna e Mirai, con un DNA speciale che permette loro di entrare e uscire dal regno dell'Ade con l'ausilio di un computer portatile. Ad aiutarli nell'impresa ci sono dei diavoli buoni come il grifone Veil, il cerbero Cool e molti altri che si uniranno in seguito per portare l'agognata pace nell'intera Ade.
Nella seconda stagione, i Devichil se la vedono con tre diavoli che vogliono succedere a Lucifero.

## Personaggi

Da sinistra: Veil, Mirai, Cool e Setsuna

- Setsuna Kai: Setsuna è un ragazzino appassionato di calcio, che vive normalmente fin quando non incontra Hiromi Kaname, uno stravagante scienziato. Conosce anche la nipote dell'uomo, Mirai Kaname, con la quale difenderà la Terra da Lucifero, re dell'Ade, che tenta di invadere il pianeta umano dopo anni dal fallimento. Setsuna e Mirai possiedono un DNA speciale, che permette loro di entrare e uscire dal regno dell'Ade con l'ausilio di un computer portatile. Essi, infatti, sono per metà umani e per metà demoni, figli dello stesso Lucifero. La prima volta che entra nel mondo dei demoni, Setsuna incontra Cool, con cui nasce un rapporto litigioso ma di profonda amicizia. Con la pistola Devil Lazer, Setsuna cattura altri diavoli e li richiama come alleati quando ne ha bisogno. Sconfitto Lucifero, ha inizio la competizione per ottenere il suo trono. Così, Setsuna e Mirai continuano a viaggiare dal loro mondo all'Ade, e qui il primo stringe amicizia con Zeta. Questo, misterioso, alla fine subisce una trasformazione, e Setsuna è costretto a combattere contro di lui. Fortunatamente, il protagonista riesce a far tornare l'amico come prima. È doppiato in originale da Shōtarō Morikubo e in italiano da Alessio De Filippis[4].
- Mirai Kaname: Nipote dello scienziato Hiromi Kaname, Mirai è alla ricerca del padre, misteriosamente scomparso nell'Ade. Dotata, come Setsuna, di un DNA particolare, essendo per metà umano e per metà demoniaco, la giovane Kaname può entrare ed uscire dal mondo citato. L'ingresso e l'uscita dall'Ade sono costituiti dal computer portatile di Mirai. I due ragazzini entrano nel regno dei diavoli per sventare la minaccia di Lucifero, il quale, dopo anni di fallimento, ritenta di conquistare la Terra. Al termine della prima stagione, i protagonisti scoprono di essere figli del malvagio. Nella seconda metà della serie, Mirai e Setsuna tornano nell'Ade, per proteggerlo dalla minaccia costituita questa volta dalla competizione scatenatasi per l'ascesa al trono dell'Ade, terra libera ormai da Lucifero. È doppiata in originale da Yukana e in italiano da Gemma Donati[4].

## Colonna sonora
Non esiste una sigla italiana, pertanto sono state utilizzate quelle originali giapponesi sia in versione cantata che strumentali.
Durante la sigla di chiusura vengono riproposte alcune scene salienti dell'episodio appena trasmesso.
Sigle di apertura
- Go-Round (ep. 1-40)
- LOVE SICK (ep. 41-50)

Sigle di chiusura
- Aurora Healing (ep. 1-40)
- IDOLL (ep. 41-50)

## Doppiaggio
L'edizione italiana è stata curata da Mondo Home Entertainment. La serie è stata doppiata presso lo studio di doppiaggio Digidub sotto la direzione di Dario De Santis, con l'assistenza di Alida Brandi. I dialoghi sono di Monica Chiovoloni.
| Personaggio            | Doppiatore originale | Doppiatore italiano |
| ---------------------- | -------------------- | ------------------- |
| Setsuna Kai            | Shōtarō Morikubo     | Alessio De Filippis |
| Mirai Kaname           | Yukana               | Gemma Donati        |
| Cool                   | Kikuko Inoue         | Daniele Raffaeli    |
| Veil                   | Chiaki Ōsawa         | Letizia Ciampa      |
| Abadon                 | Wataru Takagi        | Mimmo Strati        |
| Fenril                 | Mitsuo Iwata         | Massimiliano Plinio |
| Jack Frost             | Kyōko Hikami         | Dario De Santis     |
| Mecchi                 | Rie Kugimiya         | Alida Brandi        |
| nonno di Mirai         | Sukekiyo Kameyama    | Alberto Bognanni    |
| Lucifero               | Ryōtarō Okiayu       | Roberto Certomà     |
| Professoressa Kyoko Li | Kikuko Inoue         | Roberta Greganti    |
| Karen                  |                      | Barbara Pitotti     |
| Uchikida               |                      | Edoardo Nordio      |
| Clockwork Rabbit       |                      | Fabrizio Mazzotta   |
| Vampiro (ep. 13)       |                      | Stefano Crescentini |
| Zeta Takajo            | Motoko Kumai         | Stefano Crescentini |
| Franken                |                      | Simone Crisari      |
| Nisroch                |                      | Perla Liberatori    |
| Bastet                 |                      | Perla Liberatori    |
| Lala                   | Yumi Kakazu          | Perla Liberatori    |
| Catnip                 |                      | Perla Liberatori    |
| Vibhisana              | Masaya Takatsuka     | Fabrizio Temperini  |
| Sphinx                 | Shinji Kawada        | Mirko Mazzanti      |

## Episodi
| Nº | Titolo italiano Giapponese 「Kanji」 - Rōmaji | In onda           | In onda        |
| Nº | Titolo italiano Giapponese 「Kanji」 - Rōmaji | Giapponese        | Italiano       |
| 1  | I nostri amici sono tipi fantastici? 「ケルベロス！仲魔はとってもクールな奴!?」 - Keruberosu! Nakama hatottemo kuru na yatsu!?                         | 7 ottobre 2000    | 8 luglio 2005  |
| 2  | Jack Frost ama il freddo 「ジャックフロスト！寒さにゃ強いが足元注意!?」 - Jakku Furosuto! Samusa nya tsuyoi ga ashimoto chūi!?                         | 14 ottobre 2000   | 9 luglio 2005  |
| 3  | Zantaman 「ザントマン！みんなに、いい夢お届けーー!?」 - Zantoman! Minnani, ii yume o todoke!?                                                          | 21 ottobre 2000   | 10 luglio 2005 |
| 4  | Crepitio di fiamme nelle neve 「ヒッポウ！雪の中で炎がポウ!?」 - Hippō! yuki no naka de honoo ga pō!?                                                  | 28 ottobre 2000   | 11 luglio 2005 |
| 5  | Il distratto Clock Work Rabbit 「とけいウサギ！時間を気にしてうわの空!?」 - Tokei usagi! Jikan wo kini shiteuwano sora!?                               | 4 novembre 2000   | 12 luglio 2005 |
| 6  | Il segreto di Arman 「アーマン！着ぐるみの中身はナイショよね!?」 - Aman! Chaku gurumino nakami ha naisho yone!?                                        | 11 novembre 2000  | 13 luglio 2005 |
| 7  | Mecchi! Mizuchi! Batterie! 「メッチー！ミズチ！感電ち！」 - Mecchi! Mizuchi! Kanden chi!                                                               | 18 novembre 2000  | 14 luglio 2005 |
| 8  | Nisroch, cuoco carismatico 「ニクロス！カリスマ料理でもうメロメロ!?」 - Nikurosu! Karisuma ryōri demō meromero!?                                       | 25 novembre 2000  | 15 luglio 2005 |
| 9  | Tesoro nei guai 「かぞえヒツジ！お宝がピンチだメェ!!」 - Kazoe hitsuji! O takara ga pinchi da mee!!                                                    | 2 dicembre 2000   | 16 luglio 2005 |
| 10 | Il segreto del castello magico 「サラマンダー！魔宮の秘密でさあ大変!?」 - Saramanda! Ma miya no himitsu desaa taihen!?                                 | 9 dicembre 2000   | 17 luglio 2005 |
| 11 | Hell! Battaglia del ghiaccio contro il fuoco 「ヘル！氷と炎のガチンコ勝負!!」 - Heru! Koori to honoo no gachinko shōbu!!                               | 16 dicembre 2000  | 18 luglio 2005 |
| 12 | Catnip! Trappola mortale 「ネコマタ！危ない危ない恋のワナ!?」 - Nekomata! Abuna i abuna i koi no wana!?                                                | 23 dicembre 2000  | 19 luglio 2005 |
| 13 | Vampiro! Il tuo collo è così bello! 「バンパイア！おみゃぁの首筋キュートだがや!?」 - Banpaia! Omyaano kubisuji kyuto dagaya!?                          | 30 dicembre 2000  | 20 luglio 2005 |
| 14 | Franken! Cos'è il devilgenoma? 「フランケン！デビゲノムって何なのさ!?」 - Furanken! Debigenomu tte nani nanosa!?                                       | 6 gennaio 2001    | 21 luglio 2005 |
| 15 | Frost Ace, l'eroe che adoro 「フロストエース！憧れのヒーローだホー!?」 - Furosuto Esu! Akogare no hiro da ho!?                                         | 13 gennaio 2001   | 22 luglio 2005 |
| 16 | Duro lavoro per Kuda Fox 「オーディン！クダギツネにはキツいネ!?」 - Odein! Kudagitsune niha kitsu i ne!?                                               | 20 gennaio 2001   | 23 luglio 2005 |
| 17 | Dwarf e l'arma segreta dell'Ade 「ドワーフ！秘密兵器は止まらない!?」 - Dowafu! Himitsu heiki ha toma ranai!?                                           | 27 gennaio 2001   | 24 luglio 2005 |
| 18 | Cambiamenti del cuore 「ペルソナ！心変わりは誰のせい!?」 - Perusona! Kokoro kawari ha dare nosei!?                                                     | 3 febbraio 2001   | 25 luglio 2005 |
| 19 | Ganasha e la lezione interrotta 「ガネーシャ！授業のジャマは許さんばい!?」 - Ganesha! Jugyō no jama ha yurusa nbai!?                                   | 10 febbraio 2001  | 26 luglio 2005 |
| 20 | Incontriamoci in un incubo 「ナイトメア！デビルいい子だ寝んねしな!?」 - Naitomea! Debiru ii ko da nen neshina!?                                        | 17 febbraio 2001  | 27 luglio 2005 |
| 21 | Scambio di identità 「ドッペルゲンガー！俺はお前でお前は俺で!?」 - Dopperugenga! Ore hao mae deo mae ha ore de!?                                       | 24 febbraio 2001  | 28 luglio 2005 |
| 22 | Hell, mai due senza tre 「ヘル！二度あることは三度ある!?」 - Heru! Nido arukotoha sando aru!?                                                          | 3 marzo 2001      | 29 luglio 2005 |
| 23 | Il potere finalmente è totale! 「パワー！やっと完全、合体デビル!!」 - Pawa! Yatto kanzen, gattai debiru!!                                              | 10 marzo 2001     | 30 luglio 2005 |
| 24 | Una visita nel mondo terreno! 「フェンリル、アバドン！地上界で大騒ぎ!!」 - Fenriru, abadon! Chijō kai de oosawagi!!                                    | 17 marzo 2001     | 31 luglio 2005 |
| 25 | La più famosa squadra dell'Ade! 「アゼルとベリアル！マカイ最強タッグチーム!!」 - Azeru to beriaru! Makai saikyō taggu chimu!!                          | 24 marzo 2001     | 1º agosto 2005 |
| 26 | Un nuovo inizio! 「セツナとミライ！新たなる出発[たびだち]!!」 - Setsuna to Mirai! Arata naru shuppatsu [tabidachi]!!                                   | 31 marzo 2001     | 2 agosto 2005  |
| 27 | L'Ade è tutta sottomessa? 「クロークルワッハ！マカイはすべてボスのもの!?」 - Kuro kuruwahha! Makai hasubete bosu nomono!?                              | 14 aprile 2001    | 3 agosto 2005  |
| 28 | Avviso persona scomparsa?! 「ヴリトラ！行方不明注意報発令中!?」 - Vuritora! Yukuefumei chūihō hatsurei naka!?                                          | 21 aprile 2001    | 4 agosto 2005  |
| 29 | Sphinx! Nessuno mi può cambiare 「スフィンクス！気持ちは誰にも動かせない!!」 - Sufinkusu! Kimochi ha dare nimo ugoka senai!!                           | 28 aprile 2001    | 5 agosto 2005  |
| 30 | Non si lavora a stomaco vuoto! 「ニーズホック！腹がへっては戦はできぬ!?」 - Nizuhokku! Hara gahetteha tatakaha dekinu!?                                | 5 maggio 2001     | 6 agosto 2005  |
| 31 | Cat Shogun, non combattere più! 「ネコショウグン！ケンカはいつも両成敗にゃ!?」 - Neko Shōgun! Kenka haitsumo ryō seibai nya!?                          | 12 maggio 2001    | 7 agosto 2005  |
| 32 | Agathion, apri il vaso! 「アガシオン！そのツボ開けると出てくるよ!?」 - Agashion! Sono tsubo hirake ruto dete kuruyo!?                                  | 19 maggio 2001    | 8 agosto 2005  |
| 33 | Il desiderio di sposarsi 「ヘカトンケイル！結婚願望大爆発!!!」 - Hekaton keiru! Kekkon ganbō daibakuhatsu!!!                                           | 26 maggio 2001    | 9 agosto 2005  |
| 34 | L'inganno della divinazione! 「マモン！インチキ占いはもうかりまっか!?」 - Mamon! Inchiki uranai ha mōkari makka!?                                      | 2 giugno 2001     | 10 agosto 2005 |
| 35 | L'esperimento di Bifuryus 「ピフリュス！実験成功グヒヒヒ……!?」 - Pifuryusu! Jikken seikō guhihihi......!?                                              | 9 giugno 2001     | 11 agosto 2005 |
| 36 | Ahnk diventa furioso! 「アンクー！はりきり暴走大迷惑!?」 - Anku! Harikiri bōsō daimeiwaku!?                                                            | 16 giugno 2001    | 12 agosto 2005 |
| 37 | Colpo di fulmine tra Bastet e Cool! 「バステト！恋しちゃったのよ!!」 - Basuteto! Koishi chattanoyo!!                                                   | 23 giugno 2001    | 13 agosto 2005 |
| 38 | Un ragazzo misterioso con la "Zeta"! 「インドラ！謎の少年・ゼット登場!!」 - Indora! Nazo no shōnen zetto tōjō!!                                        | 30 giugno 2001    | 14 agosto 2005 |
| 39 | "Horus" il grande sovrano del sole e della luna 「ホルス！偉大なる太陽と月の支配者!!」 - Horusu! Idai naru taiyō to gatsu no shihaisha!!               | 7 luglio 2001     | 15 agosto 2005 |
| 40 | Vibhisana 「ビビサナ！憎しみと裏切りの果てに!!」 - Bibisana! Nikushimi to uragiri no hate ni!!                                                         | 14 luglio 2001    | 16 agosto 2005 |
| 41 | Un grifone molto coraggioso 「フレスベルク！アップアップ、スピードUP!!」 - Furesu beruku! Appuappu, supido UP!!                                        | 21 luglio 2001    | 17 agosto 2005 |
| 42 | Ifreet, un indovino capriccioso! 「イフリート！その日の運勢気持ち次第!?」 - Ifurito! Sono nichi no unsei kimochi shidai!?                              | 28 luglio 2001    | 18 agosto 2005 |
| 43 | Va avanti cuore coraggioso! 「キリン！勇気の心立ち上がれ!!」 - Kirin! Yūki no kokoro tachiaga re!!                                                     | 4 agosto 2001     | 19 agosto 2005 |
| 44 | Devaoh, il più fiero partecipante ai tornei dell'Ade 「デーバオー！マカイ最強トーナメント!!」 - Debao! Makai saikyō tonamento!!                        | 11 agosto 2001    | 20 agosto 2005 |
| 45 | Una trappola per Setsuna! 「ヴァジェット！それでもオレは信じてる!!」 - Vajietto! Soredemo ore ha shinji teru!!                                         | 18 agosto 2001    | 21 agosto 2005 |
| 46 | Chi è il diavolo malvagio? 「ドミニオン！悪いデビルはダレだ!?」 - Dominion! Warui debiru ha dare da!?                                                  | 25 agosto 2001    | 22 agosto 2005 |
| 47 | Fenril e Abadon, ad un passo dalla conquista dell'Ade 「フェンリル、アバドン軍団 マカイ制圧一歩前!?」 - Fenriru, Abadon gundan makai seiatsu ippomae!? | 1º settembre 2001 | 23 agosto 2005 |
| 48 | Lucifero ride sotto il cielo stellato dell'Ade 「ルシファー！星降るマカイで笑うヤツ!!」 - Rushifa! Hoshi furu makai de warau yatsu!!                   | 15 settembre 2001 | 24 agosto 2005 |
| 49 | Zevle, amicizia distrutta! 「ゼブル！砕け散る友情!!」 - Zeburu! Kudake chiru yūjō!!                                                                    | 22 settembre 2001 | 25 agosto 2005 |
| 50 | Dai giorni passati al domani! 「セツナとゼット！過ぎ去りし日々と明日へ!!」 - Setsuna to zetto! Sugi sari shi hibi to ashita he!!                       | 29 settembre 2001 | 26 agosto 2005 |

## Home video

### Giappone

#### VHS
Gli episodi di Devichil sono stati pubblicati per il mercato home video nipponico in edizione VHS dal 30 marzo al 21 dicembre 2001.
| N° | Data              | Episodi | Fonte  |
| -- | ----------------- | ------- | ------ |
| 1  | 30 marzo 2001     | 1-2     | [ 5 ]  |
| 2  | 27 aprile 2001    | 3-5     | [ 7 ]  |
| 3  | 27 aprile 2001    | 6-8     | [ 8 ]  |
| 4  | 25 maggio 2001    | 9-11    | [ 9 ]  |
| 5  | 25 maggio 2001    | 12-14   | [ 10 ] |
| 6  | 29 giugno 2001    | 15-17   | [ 11 ] |
| 7  | 29 giugno 2001    | 18-20   | [ 12 ] |
| 8  | 27 luglio 2001    | 21-23   | [ 13 ] |
| 9  | 27 luglio 2001    | 24-26   | [ 14 ] |
| 10 | 24 agosto 2001    | 27-28   | [ 15 ] |
| 11 | 28 settembre 2001 | 29-31   | [ 16 ] |
| 12 | 28 settembre 2001 | 32-34   | [ 17 ] |
| 13 | 26 ottobre 2001   | 35-37   | [ 18 ] |
| 14 | 26 ottobre 2001   | 38-40   | [ 19 ] |
| 15 | 23 novembre 2001  | 41-43   | [ 20 ] |
| 16 | 23 novembre 2001  | 44-46   | [ 21 ] |
| 17 | 21 dicembre 2001  | 47-48   | [ 22 ] |
| 18 | 21 dicembre 2001  | 49-50   | [ 6 ]  |

#### DVD
Successivamente gli episodi sono stati pubblicati in edizione DVD dal 25 gennaio al 30 maggio 2008 divisi in due box.
| N° | Data            | Episodi | Fonte  |
| -- | --------------- | ------- | ------ |
| 1  | 25 gennaio 2008 | 1-25    | [ 23 ] |
| 2  | 30 maggio 2008  | 26-50   | [ 24 ] |

### Italia
Dal 2 febbraio all'aprile 2005 Mondo Home Entertainment ha pubblicato 4 DVD della serie contenenti 6 episodi cadauno, senza però continuarne l'uscita interrompendosi all'episodio 24.
| N° | Data             | Episodi | Fonte  |
| -- | ---------------- | ------- | ------ |
| 1  | 2 febbraio 2005  | 1-6     | [ 26 ] |
| 2  | 11 febbraio 2005 | 7-12    | [ 27 ] |
| 3  | 15 marzo 2005    | 13-18   | [ 28 ] |
| 4  | aprile 2005      | 19-24   | [ 29 ] |

## Manga
Il manga è stato scritto da Hideaki Fujii e serializzato sulla rivista mensile Comic Bom Bom edita da Kōdansha, dal 2001 al 2002. In seguito i vari capitoli sono stati raccolti in cinque volumi tankōbon dal 6 marzo 2001 al 6 novembre 2002.

### Volumi
| Nº | Data di prima pubblicazione | Data di prima pubblicazione | Data di prima pubblicazione |
| Nº | Giapponese                  | Giapponese                  |                             |
| -- | --------------------------- | --------------------------- | --------------------------- |
| 1  | 6 marzo 2001                | ISBN 4-06-323915-2          |                             |
| 2  | 17 luglio 2001              | ISBN 4-06-323923-3          |                             |
| 3  | 6 novembre 2001             | ISBN 4-06-323929-2          |                             |
| 4  | 5 luglio 2002               | ISBN 4-06-323947-0          |                             |
| 5  | 6 novembre 2002             | ISBN 4-06-323958-6          |                             |